# Портрет Михаила Дмитриевича Балка
«Портрет Михаила Дмитриевича Балка» — картина Джорджа Доу и его мастерской из Военной галереи Зимнего дворца.
Картина представляет собой погрудный портрет генерал-лейтенанта Михаила Дмитриевича Балка из состава Военной галереи Зимнего дворца.
Во время Отечественной войны 1812 года генерал-майор Балк командовал Рижским драгунским полком и кавалерийской бригадой в 1-м отдельном пехотном корпусе П. Х. Витгенштейна и был тяжело ранен в бою у деревни Громы. Вернулся в строй в начале 1814 года и участвовал в завершающих боях Заграничных походов, за отличие в сражении при Сен-Дизье произведён в генерал-лейтенанты.
Изображён в генеральском вицмундире, введённом для кавалерийских генералов 6 апреля 1814 года, на плечи наброшена шинель. На шее кресты орденов Св. Георгия 3-й степени, Св. Анны 2-й степени с алмазами (изображён ошибочно, вместо него слева на груди должна быть звезда ордена Св. Анны 1-й степени, которую Балк получил в 1817 году) и Св. Владимира 2-й степени; справа на груди серебряная медаль «В память Отечественной войны 1812 года» на Андреевской ленте и звезда ордена Св. Владимира 2-й степени. Подпись на раме: М. Д. Балкъ, Генералъ Лейтенантъ.
7 августа 1820 года Комитетом Главного штаба по аттестации Балк был включён в список «генералов, заслуживающих быть написанными в галерею» и 25 июля 1822 года император Александр I повелел написать его портрет. Гонорар за работу Доу был выплачен 22 апреля 1828 года. Готовый портрет был принят в Эрмитаж 26 апреля 1828 года. Поскольку Балк скончался в конце 1818 года, то должен существовать портрет-прототип, которым пользовался Доу для написания галерейного портрета, однако исходная работа не установлена.
В 1840-е годы в мастерской И. П. Песоцкого с портрета была сделана литография, опубликованная в книге «Император Александр I и его сподвижники» и впоследствии неоднократно репродуцированная. Для части тиража была сделана другая литография с этого портрета, отличающаяся мелкими деталями.